# 王洛儿
王洛兒（4世纪—413年），北魏将领，京兆郡（治今陕西西安东北）人。

## 生平
魏道武帝时，拓跋嗣被立为皇太子，王洛兒因为善骑射，给事东宫。王洛儿谨慎未曾有过。拓跋嗣在㶟南打猎，因为河流煎饼乘马渡河，冰裂连人带马落入水中，王洛兒于冰水中救出拓跋嗣。王洛兒差点被凍死，拓跋嗣把自己的衣服脱给王洛兒穿。从此，拓跋嗣十分恩寵王洛兒。天賜六年（409年），拓跋紹殺害道武帝，拓跋嗣外逃，避难居外，唯王洛儿与車路頭随行。王洛儿冒险护主，奔走大臣间，拓跋嗣得还平城皇宫，遂得即位为明元帝。
明元帝任命王洛兒为散騎常侍，後封新息公，加直意将軍。永興五年（413年）去世，谥温，追贈太尉、建平王。明元帝临丧，毒死其妻周氏以合葬。追赠其父为列侯。

## 妻儿

### 妻
- 周氏

### 子
- 王長成（嗣爵）
- 王德成（建城公，鎮遠将軍、散騎常侍）

## 延伸阅读
[在维基数据编辑]
 《魏書·卷34》，出自魏收《魏书》
 《北史·卷025》，出自李延壽《北史》